# A villámkő titka
A villámkő titka, InterCom-szinkronban: Rablás és villámlás (eredeti cím: Plunder & Lightning) 1990-ben bemutatott amerikai rajzfilm, amely 4 részre osztott, és a Balu kapitány kalandjai című rajzfilmsorozat kezdete. Amerikában 1990. szeptember 7-én mutatták be a televízióban.

## Szereplők
| Szereplő            | Eredeti hang    | Magyar hang                     | Magyar hang                         |
| Szereplő            | Eredeti hang    | 1. magyar szinkron (MTV1, 1992) | 2. magyar szinkron (InterCom, 2003) |
| ------------------- | --------------- | ------------------------------- | ----------------------------------- |
| Balu                | Ed Gilbert      | Pataki Imre                     | Melis Gábor                         |
| Kit Cloudkicker     | R. J. Williams  | Gerő Gábor                      | Morvay Gábor                        |
| Rebecca Cunningham  | Sally Struthers | Básti Juli                      | Für Anikó                           |
| Molly E. Cunningham | Janna Michaels  | Murányi Tünde                   | Murányi Tünde                       |
| Vadmacs             | Pat Fraley      | Kerekes József                  | Kerekes József                      |
| Lajcsi              | Jim Cummings    | Gruber Hugó                     | Gruber Hugó                         |
| Don Kartács         | Jim Cummings    | Háda János                      | Háda János                          |
| Kukás               | Chuck McCann    | Farkas Antal                    | Schneider Zoltán                    |
| Dilikutya           | Charles Adler   | Forgács Gábor                   | Galbenisz Tomasz                    |
| Sir Kán             | Tony Jay        | Tolnai Miklós                   | Tolnai Miklós                       |
| Dr. Debolt          | Rob Paulsen     | Lukácsi József                  | Elek Ferenc                         |
| Recsegő             | Rob Paulsen     | Verebély Iván                   | Salinger Gábor                      |
| Narrátor            | N/A             | Kertész Péter                   | Mihályi Győző                       |

- További magyar hangok (1. magyar szinkronban): Beregi Péter, Bodor Tibor, Bognár Zsolt, Faragó József, Gyürki István, Halász László, Izsóf Vilmos, Varga T. József
- További magyar hangok (2. magyar szinkronban): Botár Endre, Kisfalussy Bálint, Papucsek Vilmos, Végh Ferenc, Zágoni Zsolt

## Betétdalok
| Magyar           | Magyar                                           | Magyar                                       | Angol                      | Angol                                                           |
| Dal              | Előadó                                           | Előadó                                       | Dal                        | Előadó                                                          |
| Dal              | 1992                                             | 2003                                         | Dal                        | Előadó                                                          |
| ---------------- | ------------------------------------------------ | -------------------------------------------- | -------------------------- | --------------------------------------------------------------- |
| Repülj           | Pataki Imre Gruber Hugó Makrai Pál               | Melis Gábor Gruber Hugó                      | I'm Gone                   | Ed Gilbert Jim Cummings Silversher & Silversher                 |
| Rebecca dala     | N/A                                              | N/A                                          | Home Is Where The Heart Is | Sally Struthers                                                 |
| Don Kartács dala | Háda János Forgács Gábor Farkas Antal Makrai Pál | Háda János Galbenisz Tomasz Schneider Zoltán | Sky Pirates                | Jim Cummings Charles Adler Chuck McCann Silversher & Silversher |